# Erik Andersson Ahlgren i Stora Steken
Erik Andersson Ahlgren (i riksdagen kallad Ahlgren i Stora Steken) född 21 juni 1791 i Angereds socken i Älvsborgs län, död där 21 maj 1825, var en svensk hemmansägare och riksdagsman i bondeståndet.
Ahlgren företrädde Flundre, Ale och Vättle härader av Älvsborgs län vid riksdagen 1823.
Vid riksdagen 1823 var Ahlgren ledamot av bondeståndets enskilda besvärsutskott och i förstärkta bankoutskottet samt suppleant i styrelsen för riksbankens diskontkontor i Göteborg.